# Otto Arnold Paijkull
Otto Arnold Paijkull, född omkring 1662, död 1707, var en livländsk militär i sachsisk tjänst.

## Biografi
Paijkull föddes i Livland som svensk undersåte. Han blev 1677 page vid sachsiska hovet och övergick sedan i krigstjänst, där han 1699 blev generalmajor och överbefälhavare för de trupper, som sammanfördes i Kurland i avsikt att överrumpla Riga. Genom Erik Dahlberghs vaksamhet misslyckades attacken. År 1700 befordrades han till generallöjtnant, och var en av de sachsiska befälhavarna i slaget vid Düna 9 juli 1701. 
Karl XII hade 1700 påbjudit, att alla svenska undersåtar, som gått i tjänst hos Sveriges fiender, omedelbart skulle inställa sig under de svenska fanorna. År 1702 dömdes bland annat Paijkull till döden, då han inte hörsammat påbudet. Paijkull drog sig nu undan på sina gods i Brandenburg, där han började ägna sig åt naturvetenskapliga experiment och alkemistisk mystik för att därigenom leta sig fram till nyttiga uppfinningar. År 1705 gick han på nytt i fält, beordrades att jämte Michał Serwacy Wiśniowiecki försöka överrumpla Warszawa och hindra Stanisław I Leszczyńskis kröning men led ett grundligt nederlag och blev själv tillfångatagen av svenskarna. 
Trots att Paijkull redan i sin frånvaro dömts till döden, upptogs en rättegång mot honom i Svea hovrätt, där Paijkull hävdade att han inte var svensk undersåte och därför inte haft skyldighet att hörsamma påbudet. Hovrätten hänsköt frågan till kungen som i enlighet med ett av Olof Hermelin uppsatt betänkande dömde honom att mista liv, ära och gods. Paijkull försökte vinna nåd genom löfte om att utlämna receptet på det guld, han påstod sig med sina experiment åstadkommit, och vann mångas, bland annat Urban Hjärnes förböner, men kungens beslut stod fast och 4 februari 1707 halshöggs Paijkul på den sedan länge kallade "Paijkulls backe" utanför Norrtull i Stockholm.